# Лёгкие крейсера типа «Тромп»
Лёгкие крейсера типа «Тромп» — тип лёгких крейсеров голландского флота времён Второй мировой войны. Всего построено 2 единицы: «Тромп» (Tromp) и «Якоб ван Хеемскерк» (Jacob van Heemskerck). Лёгкие крейсера по проекту были предназначены для лидирования эсминцев. По первоначальному проекту достроен только «Тромп», «Якоб ван Хеемскерк» достраивался в Великобритании как крейсер ПВО.

## Строительство
«Тромп» — заложен 17 января 1936 года, спущен 24 мая 1937 года, вошёл в строй 18 августа 1938 года.
«Якоб ван Хеемскерк» — заложен 31 октября 1938 года, спущен 16 сентября 1939 года, вошёл в строй 11 февраля 1941 года.

## Оценка проекта
С учётом большого количества сильновооружённых эсминцев у японцев, для слабого флота Нидерландов «Тромп» оказался весьма удачным проектом крейсера-лидера эсминцев. Сильное вооружение, малое водоизмещение и сравнительно невысокая цена постройки, хорошая мореходность, наличие лёгкого бронирования и сравнительно сильного по сравнению с современниками зенитного вооружения делали этот крейсер серьёзным противником.
Для флота Японии эти крейсера оказались неприятным сюрпризом.